# Народна галерия
Народната галерия (на словенски: Narodna galerija) е националната художествена галерия на Словения. Намира се в столицата Любляна. Основана е през 1918 г., след разпадането на Австро-Унгария и създаването на Кралство Югославия като държава на словенци, хървати и сърби. Първоначално се помещава в двореца Кресия в Любляна, но през 1825 г. се премества в действащата си сграда.

## Сграда
Сградата на галерията е построена през 1896 г. по време на управлението на кмета Иван Хрибар, чиято амбиция е била да превърне Любляна в представителна столица на всички словенски земи. Проектът е на чешкия архитект Франтишек Шкаброут. Първоначално сградата е използвана като словенски културен център (Narodni dom) и седалище на различни културни асоциации от национално значение. Сградата се намира в близост до парк „Тиволи“ и е напълно реновирана през 2013 – 2016 г.
В началото на 90-те години на ХХ век е построено разширение към основната сграда, дело на словенския архитект Едвард Равникар. През 2001 г. е построена голяма прозрачна стъклена галерия, която свързва двете крила на сградата.

## Колекции
Галерията е домакин на постоянна колекция картини от Средновековието до началото на ХХ век. В централната стъклена галерия на сградата може да се види и оригиналът на бароковия фонтан „Роба“, преместен от градския площад на Любляна след обширна реставрация през 2008 г. 
Сред известните словенски и европейски художници, чиито творби са изложени в галерията, са:
- Антон Ажбе
- Джовани Балионе
- Франц Бернекер
- Ренато Бироли
- Масимо Кампили
- Джовани Андреа Карлоне
- Лойзе Долинар
- Иван Грохар
- Рихард Якопич
- Матия Яма
- Абрахам Янсенс
- Алексей Явленски
- Якоб Йорданс
- Жан Жувне
- Ивана Кобилца
- Филип Малявин
- Йозеф Петковшек
- Матей Стернен
- Янез Шубиц
- Юрий Шубиц
- Елизабет Виже Льо Брюн
- Корнелис де Вал

- Иван Зайец
- Петър Добрович

## Галерия
- Неизвестен автор, Влад III Цепеш като Пилат, който съди Исус, XV век
- Пиетро Либери, „Антична сцена“, XVII век
- Йожеф Томинц, „Автопортрет“, 30-те години на XIX век
- Павел Кюнл, „Рибният пазар в Любляна“, 1847 г.
- Юрий Шубиц, „Преди лова“, XIX век
- Ивана Кобилца, Kofetarica, XIX век
- Иван Грохар, „Сеяч“, 1907 г.
- Пиета, 70-те години на XV век
- Влахо Буковац, „Андромеда“, 1885 – 1890